# Liste der Kellergassen in Trautmannsdorf an der Leitha
Die Liste der Kellergassen in Trautmannsdorf an der Leitha führt die Kellergassen in der niederösterreichischen Gemeinde Trautmannsdorf an der Leitha an.
| Foto |                 | Kellergasse   | Standort                                  | Beschreibung |
| ---- | --------------- | ------------- | ----------------------------------------- | --- |
| ja   | Datei hochladen | Kellergasse   | KG: Gallbrunn Standort                    | Die einseitige Einzelkellergasse in der Ebene und an einer Geländekante erstreckt sich vom Kirchenplatz ausgehend über das gesamte nördliche Hintaus, wobei die Keller nur unweit der Kirche und dann erst wieder ganz im Osten konzentriert sind, während sich dazwischen auch Scheunen und andere Gebäude befinden. Sie erstreckt sich über einen Kilometer Länge und besteht aus 68 Gebäuden, darunter 14 Um- oder Neubauten (teils mit Wohnnutzung) und zwölf Scheunen. Die Mehrzahl der Keller ist giebelständig. Die älteste Datierung stammt von 1783. |
| BW   | Datei hochladen | An der B10    | KG: Sarasdorf Standort                    | Die einseitige Einzelkellergasse befindet sich an einer Geländekante an der Nordseite der B10, südöstlich von Stixneusiedl. Sie besteht aus 12 Kellern, die sich locker verstreut über 500 Meter Länge erstrecken. Die Keller sind überwiegend in Schildmauerform, viele erneuerungsbedürftig oder verfallen. |
| ja   | Datei hochladen | Tiefer Weg    | KG: Stixneusiedl Standort                 | Die beidseitige Einzelkellergasse befindet sich am nordöstlichen Ortsrand in einem Hohlweg. Sie besteht aus 59 Objekten auf 550 Metern Länge, mehrheitlich in Schildmauerform. Mehr als ein Drittel der Keller ist erneuerungsbedürftig. Die älteste Datierung stammt von 1794. |
| ja   | Datei hochladen | Viehtrift     | KG: Stixneusiedl Standort                 | Die beidseitige Einzelkellergasse befindet sich am nordwestlichen Ortsrand in einem Graben. Sie besteht aus 80 Objekten auf 450 Metern Länge, davon sind jedoch ein Viertel Um- oder Neubauten, der Rest Keller unterschiedlicher Bauformen. Die älteste Datierung stammt von 1700. |
| BW   | Datei hochladen | Friedhofgasse | KG: Trautmannsdorf an der Leitha Standort | Die Einzelkellergasse befindet sich am nordöstlichen Ortsrand an einer Geländekante. Sie besteht aus sechs Kellern in Schildmauerform auf 50 Metern Länge. Die älteste Datierung stammt von 1868. |

| Foto:                    | Fotografie der Kellergasse (Gesamtheit). Klicken des Fotos erzeugt eine vergrößerte Ansicht. Daneben finden sich zwei Symbole: \| Weitere Bilder vorhanden \| Das Symbol bedeutet, dass weitere Fotos des Objekts verfügbar sind. Durch Klicken des Symbols werden sie angezeigt. \| \| Eigenes Foto hochladen \| Durch Klicken des Symbols können weitere Fotos des Objekts in das Medienarchiv Wikimedia Commons hochgeladen werden. \| |
| Name:                    | Bezeichnung der Kellergasse |
| Standort:                | Es ist die Katastralgemeinde (KG) angegeben. Durch Aufruf des Links Standort wird die Lage der Kellergasse in verschiedenen Kartenprojekten angezeigt. |
| Beschreibung             | Kurze Beschreibung der Kellergasse |
| Weitere Bilder vorhanden | Das Symbol bedeutet, dass weitere Fotos des Objekts verfügbar sind. Durch Klicken des Symbols werden sie angezeigt. |
| Eigenes Foto hochladen   | Durch Klicken des Symbols können weitere Fotos des Objekts in das Medienarchiv Wikimedia Commons hochgeladen werden. |